# District d'Hingoli
Le district d'Hingoli  (en Marathi: हिंगोली जिल्हा ) est un district de la Division d'Aurangabad du Maharashtra.

## Description
Son chef-lieu est la ville d'Hingoli. 
Au recensement de 2011, sa population était de 1 177 345 habitants.